# Willy Kyrklund
Paul Wilhelm "Willy" Kyrklund (Helsinki, 27 de febrero de 1921-Uppsala, 27 de junio de 2009) escritor finés suecófono condecorado con el  "Litteris et artibus" entre otros premios.
Su padre era ingeniero y se mudaron a Suecia en 1944 donde más tarde estudiaría chino, ruso, persa, matemáticas e informática. También trabajó como creador de códigos de datos.

## Obra seleccionada
- Ångvälten (1948)
- Tvåsam (1949)
- Solange (1951)
- Mästaren Ma(1952)
- Polyfem förvandlad (1964)
- Åtta variationer (1982)
- Elpënor (1986)
- Om godheten (1988)